# Rød hør
Rød Hør (Linum grandiflorum) er en art af hørslægten, som er hjemmehørende i primært Algeriet og enkelte andre steder i Nordafrika. Den er senere blevet introduceret i Sydeuropa og flere steder i Nordamerika. Det er en en-årlig urt, som har en forgrenet stilk foret med lancetformede blade, som 1 til 2 centimeter lange. Blomsterne har hver fem røde kronblade, som er op til 3 centimeter lange og støvdragerene bærer lyseblå pollen. Som en populær haveplante, er den røde hør blevet fremavlet til en række andre farver blandandet lyserød. 